# 16683 Alepieri
16683 Alepieri è un asteroide della fascia principale. Scoperto nel 1994, presenta un'orbita caratterizzata da un semiasse maggiore pari a 3,0370276 UA e da un'eccentricità di 0,1203834, inclinata di 3,89569° rispetto all'eclittica.